# Der Adler
Der Adler (el águila, en alemán) fue una revista quincenal de propaganda publicada por la Scherl Verlag, fundada por August Scherl, con el apoyo del Oberkommando der Luftwaffe. Desde 1939 hasta 1944, se publicaron un total de 146 números. Cada revista tenía entre 24 a 36 páginas, pero la cantidad de páginas se redujo a 12 hacia el final de la guerra.